# Рафаель Паасіо
Кустаа Рафаель Паасіо (фін. Kustaa Rafael Paasio; 6 червня 1903, Ускела, Фінляндія — 17 березня 1980, Турку) — фінський державний діяч, двічі прем'єр-міністр Фінляндії (1966—1968 та 1972), лідер Соціял-демократичної партії Фінляндії.

## Життєпис
З юних років був прихильником соціял-демократичних організацій. Редагував соціял-демократичне видання Turun Päivälehti, 1942 взяв участь у муніципальних виборах у Турку. 1948 році вперше обраний до фінського парламенту.
Головував у Соціял-демократичній партії Фінляндії 1963—1975 роках. 1962 році кандидат у президенти країни від соціал-демократів.
1966—1968 роках та 1972 прем'єр-міністр Фінляндії, також двічі обирався спікером парламенту.

## Родина
- Син — Пертті Паасіо[en], депутат Едускунти.
- Онука — Гелі Паасіо, депутат Едускунти.